# Neoporus cimicoides
Neoporus cimicoides es una especie de escarabajo del género Neoporus, familia Dytiscidae. Fue descrita científicamente por Sharp en 1882.

## Distribución geográfica
Habita en América del Norte.